# NGC 124
NGC 124 ist eine Spiralgalaxie vom Hubble-Typ Sc im Sternbild Walfisch südlich der Ekliptik. Sie ist schätzungsweise 185 Millionen Lichtjahre von der Milchstraße entfernt und hat einen Durchmesser von etwa 75.000 Lichtjahren.

Im selben Himmelsareal befinden sich u. a. die Galaxien NGC 113, NGC 114, NGC 118, NGC 120.
Die Typ-IIP-Supernova SN 2004dd wurde hier beobachtet.
Das Objekt wurde am 23. September 1867 von dem US-amerikanischen Astronomen Truman Henry Safford entdeckt.